# Radu Niculescu-Cociu
Radu Nicolescu-Cociu, romunski general, * 28. december 1888, † 16. december 1979.